# 惠特菲爾德 (紐約州)
惠特菲爾德（英語：Wheatfield）是一個位於美國紐約州尼亞加拉縣的鎮。

## 人口
根據2020年美國人口普查的數據，惠特菲爾德的面積為74.05平方千米，當中陸地面積為72.27平方千米，而水域面積為1.78平方千米。當地共有人口18638人，而人口密度為每平方千米252人。